# Довженко Микола Валерійович
Микола Валерійович Довженко (нар. 26 липня 1996 — 10 січня 2020) — старший солдат Збройних сил України, учасник російсько-української війни.

## Життєпис
Народився 26 липня 1996 року в селі Цибулівка Великомихайлівського району Одеської області. І хоча більшу частину життя прожив на Київщині, в Іванівці, після 9 класів школи на деякий час повернувся на Одещину, де у професійному аграрному ліцеї здобув фах тракториста-механіка.
У травні 2017 року юнак підписав контракт із ЗСУ. Старший солдат, служив у 28-й окремій механізованій бригаді ім. Лицарів Зимового походу – спершу на посаді сапера-розвідника, а потім – старшого стрільця.
9 січня близько 23:00 у районі Красногорівки на Донеччині, де виконує завдання 28 омбр, російсько-терористичні війська обстріляли позиції ЗСУ зі стрілецької зброї. Тяжко пораненого, Миколу встигли доправити до лікарні. Проте за кілька годин, уже 10 січня, хлопець помер.
Поховали його в Цибулівці.
Залишилися цивільна дружина, донька, батько, брат і сестра.